# 欧洲绿啄木鸟

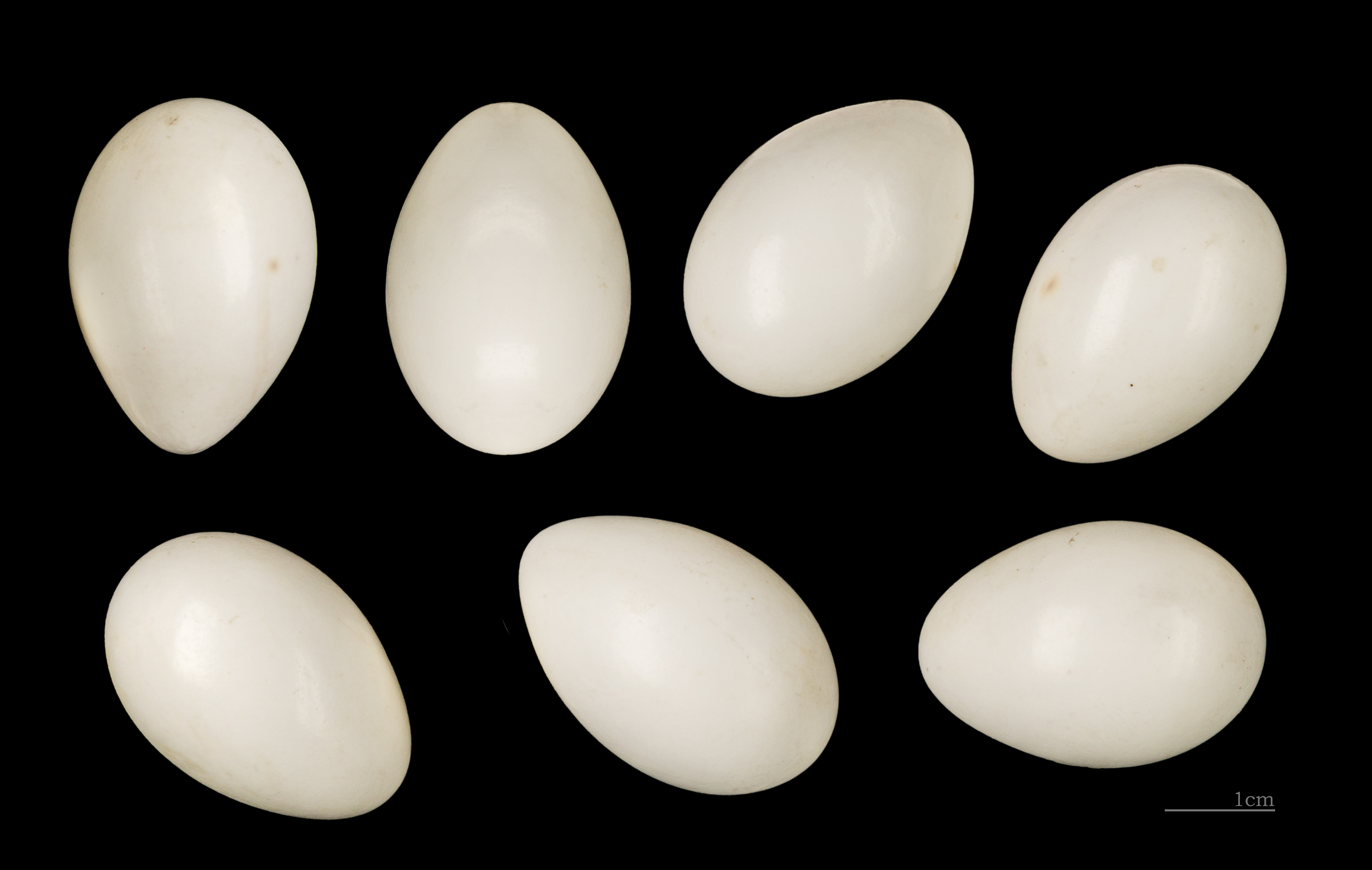
Picus viridis

欧洲绿啄木鸟（学名：Picus viridis） ，为鸟纲啄木鸟科绿啄木鸟属的一个种。分布于欧洲、西亚地区。其种加词“viridis”意为“绿色的”。

## 特征
欧洲绿啄木鸟体长30–36厘米，翼展 45–51厘米。欧洲绿啄木鸟背部羽毛为绿色，腹部为浅黄色；眼端为黑色（伊比利亚亚种例外）；雄鸟头部有红冠，雌鸟则为全黑色。雏鸟全身布满斑点及条纹。

## 分类
啄木鸟科绿啄木鸟属。卡尔·林奈于1758年首次描述该种。学名Picus viridis中的“pikos”来源于希腊语，意为“啄木鸟”，“viridis”来源于拉丁文，意为“绿色”。
欧洲绿啄木鸟有4个亚种，分别为：
- P. v. viridis，分布于欧洲南部至法国。
- P. v. karelini，分布于意大利、东南欧、小亚细亚、伊朗北部、土库曼斯坦西南部。
- P. v. sharpei，分布于伊比利亚半岛北部。
- P. v. innominatus，分布于伊朗西南部与南部。[5]

## 分布

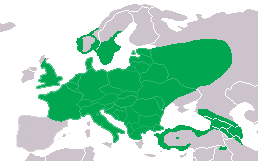

欧洲绿啄木鸟分布区域的75%位于欧洲。

## 生活习性
欧洲绿啄木鸟大部分情况下以蚂蚁为食，很少啄食树木中的蛀虫，这点不同于其他啄木鸟。欧洲绿啄木鸟在树上筑巢。1次产卵4至6枚，19–20后孵化。

## 相关文献
- Lees, Antony Clare (2002) The Cult of the Green Bird: the mythology of the green woodpecker. Lancaster: Scotforth Books ISBN 1-904244-13-0
- Gorman, Gerard (2004) Woodpeckers of Europe: a study of the European Picidae. Bruce Coleman ISBN 1-872842-05-4